# Gynoxys moritziana
Gynoxys moritziana là một loài thực vật có hoa trong họ Cúc. Loài này được Sch.Bip. ex Wedd. mô tả khoa học đầu tiên.